# Arminka Helic
Arminka Helić, conocida también como la Baronesa Helic, Gračanica (Bosnia), 20 de abril de 1968,  es una política bosnia con nacionalidad británica miembro del Partido Conservador experta en política internacional de gran influencia. Desde septiembre de 2014 es miembro de la Cámara de los Lores, convirtiéndose en la tercera mujer musulmana de las filas conservadoras en ostentar este título. Estudió lengua y literatura inglesa en la Universidad de Sarajevo y huyó de Bosnia-Herzegovina durante la guerra de Yugoslavia.
Fue Asesora Especial del Ministro de Exteriores británico William Hague durante una década e impulsó en 2012 la Iniciativa Global contra la Violencia Sexual del Reino Unido contra los abusos sexuales en los países en guerra lanzada por el ministro William Hague en la que participa de manera destacada Angelina Jolie. La actriz ha declarado que Helic es su mentora.

## Biografía
Nació en el seno de una familia musulmana de Gračanica en la antigua Yugoslavia. Su padre era militar. Tiene otras cuatro hermanas. Se licenció en literatura y lengua inglesa en la Universidad de Sarajevo. Llegó a Londres a finales de 1992 huyendo de la guerra de Yugoslavia. Separada de su familia buscó trabajo para sobrevivir. Con el apoyo de lo que ganaba en su trabajo en Häagen-Dazs y la ayuda de algunos fondos de la Fundación Soros en 1994 se matriculó en la Escuela de Economía y Ciencia Política de Londres en el Departamento de Historia Internacional. Desde 1998 su reconocimiento fue en aumento. 
De 2004 a 2010 fue asesora en defensa y política exterior de William Hague, ministro de exteriores en la sombra y de 2010 a 2015 Asesora Especial del Ministro cuando el Partido Conservador llegó al gobierno. En el libro In It Together: The Inside Story of the Coalition Government el periodista Matthew D'Ancona como la menciona “una de las expertas en política exterior más impresionantes del Gobierno".
Conocida por su discreción en sus posiciones, a raíz de la publicación de los cables de Wikileaks trascendió que era favorable al acercamiento entre EE. UU. y el gobierno conservador británico.

### Iniciativa Global contra la Violencia Sexual
Helić fue clave para lograr que el ministro de Exteriores William Hague lanzara la Iniciativa Global contra la Violencia Sexual del Reino Unido.
Tras el estreno en diciembre de 2011 de la primera película que dirigió Angelina Jolie "En tierra de sangre y miel" sobre la guerra de Bosnia con guion de la propia directora y actriz, Helic propuso a Jolie una alianza para impulsar una iniciativa contra los abusos sexuales en los países en guerra.
En junio de 2014 en el marco de la campaña, se celebró en Londres una cumbre de cuatro días convocada por el gobierno británico sobre la violencia sexual en las guerras y las jornadas conocidas como Fringe, abiertas al público y destinadas a concienciar sobre el sufrimiento de las víctimas de violaciones y abusos sexuales que se perpetran con impunidad en zonas de conflicto como arma de guerra.
En 2014 se le concedió el título de Baronesa y fue nombrada miembro vitalicio de la Cámara de los Lores.
En septiembre de 2015 Helic y Jolie firmaron conjuntamente un artículo para el New York Times pidiendo "un camino diplomático que ayude a solucionar el conflicto en Siria".
En noviembre de 2015, Helić fue elegida miembro de la Junta Directiva del Fondo Fiducitario en Beneficio de las Víctimas de la Corte Penal Internacional como representante de los Países Europeos Occidentales y Otros Estados. El Fondo creado en 2002 bajo los auspicios del Estatuto de Roma de la Corte Penal Internacional tiene como objetivo apoyar la justicia reparadora ofreciendo asistencia a las víctimas de crímenes relacionados con la competencia de la Corte Penal Internacional.

## Título de Baronesa Helic
En 2014, Arminka Helić propuesta para ser miembro de la Cámara de los Lores por David Cameron. Se incorporó el 18 de septiembre de 2014 adoptando el título de Baronesa Helic, de Millbank en la Ciudad de Westminster. Tomó posesión de su escaño en la Cámara de los Lores el 24 de noviembre de 2014, convirtiéndose en la tercera mujer musulmana en la fila de los Conservadores con este título.